# Sciarpa azzurra

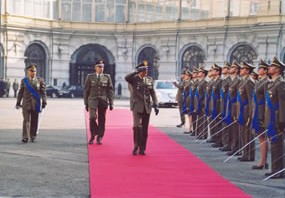
Ufficiali dell'Esercito Italiano in sciarpa azzurra

La sciarpa azzurra è un ornamento esteriore tipico delle uniformi degli Ufficiali delle Forze Armate, dei Corpi di Polizia italiani, portata ad armacollo oppure cinta in vita in particolari circostanze. 
Lo stesso distintivo è indossato anche dai Presidenti delle province e Sindaci delle città metropolitane nelle cerimonie ufficiali.

## Storia
L'origine del colore (il blu Savoia) sembra risalga al 20 giugno 1366, quando il Conte Verde, Amedeo VI di Savoia, partendo per una crociata voluta da Papa Urbano V in aiuto di suo cugino di parte materna, l'imperatore bizantino Giovanni V Paleologo, volle che sulla sua galea veneziana, ammiraglia di una flotta di 17 navi e 2.000 uomini, sventolasse accanto allo stendardo rosso-crociato in argento dei Savoia, uno scialle azzurro:
Da quel periodo gli Ufficiali portarono annodata in vita una fascia o sciarpa azzurra, che nel tempo muterà più volte foggia e disposizione sulla uniforme.

## L'utilizzo
Dall'Ottocento a tutt'oggi è indossata ad armacollo (eccezion fatta per i Corazzieri che la cingono in vita), di norma dalla spalla destra al fianco sinistro. Essa viene portata sulla grande uniforme, in determinati servizi come il "picchetto" o dagli Ufficiali in tenuta di servizio durante le cerimonie. Da notare che successivamente sarà proprio l'azzurro a diventare il colore dei Savoia, scelta dalla quale deriverà anche il colore della nazionale italiana di calcio e di altre specialità sportive.
Il vigente testo unico degli enti locali descrive il distintivo del Presidente della provincia come una fascia di colore azzurro con lo stemma della Repubblica e lo stemma della propria provincia, da portare a tracolla. La disposizione si applica anche ai Sindaci delle città metropolitane.

## Galleria d'immagini

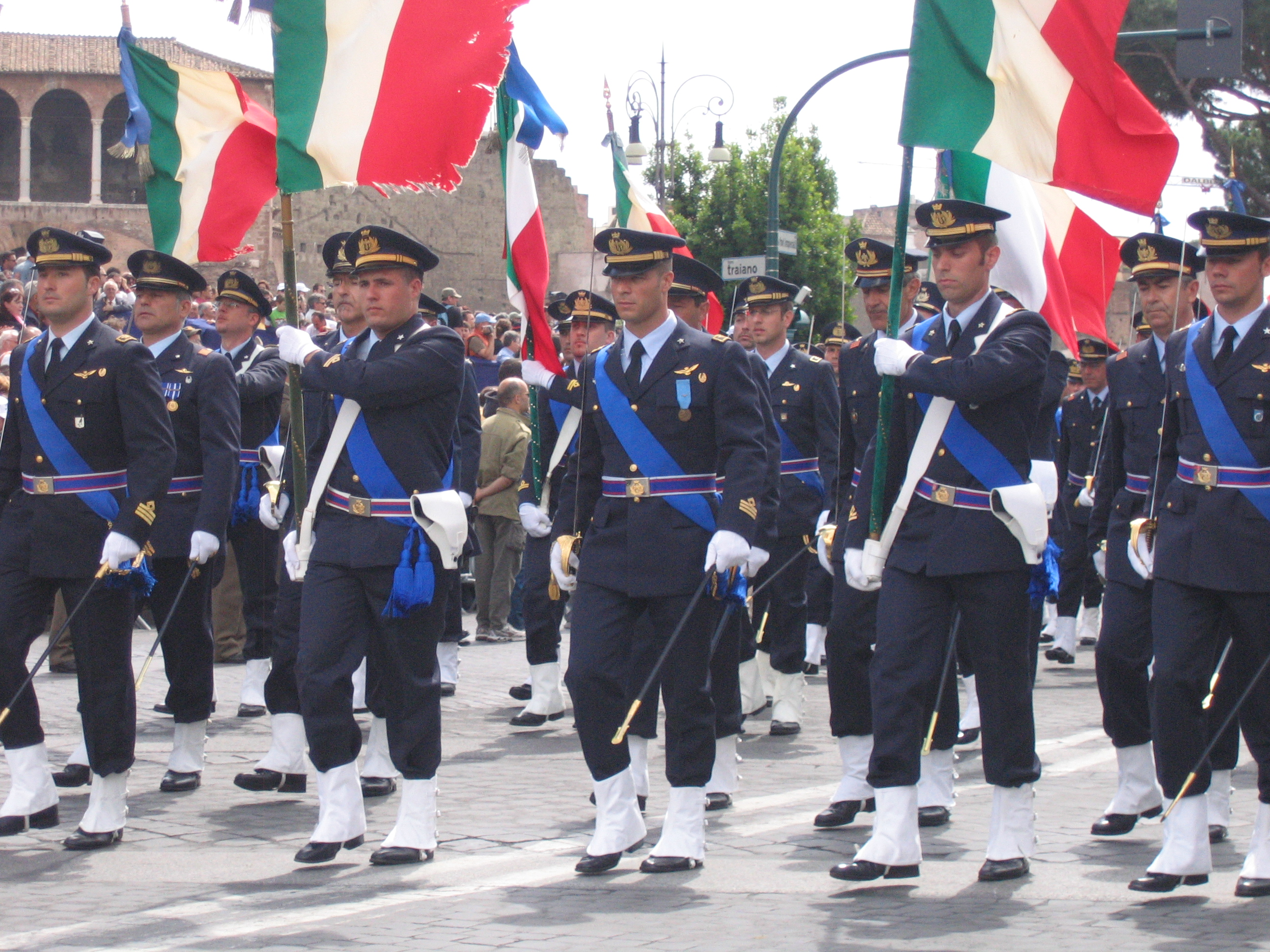
Ufficiali dell'Aeronautica Militare in sciarpa azzurra.
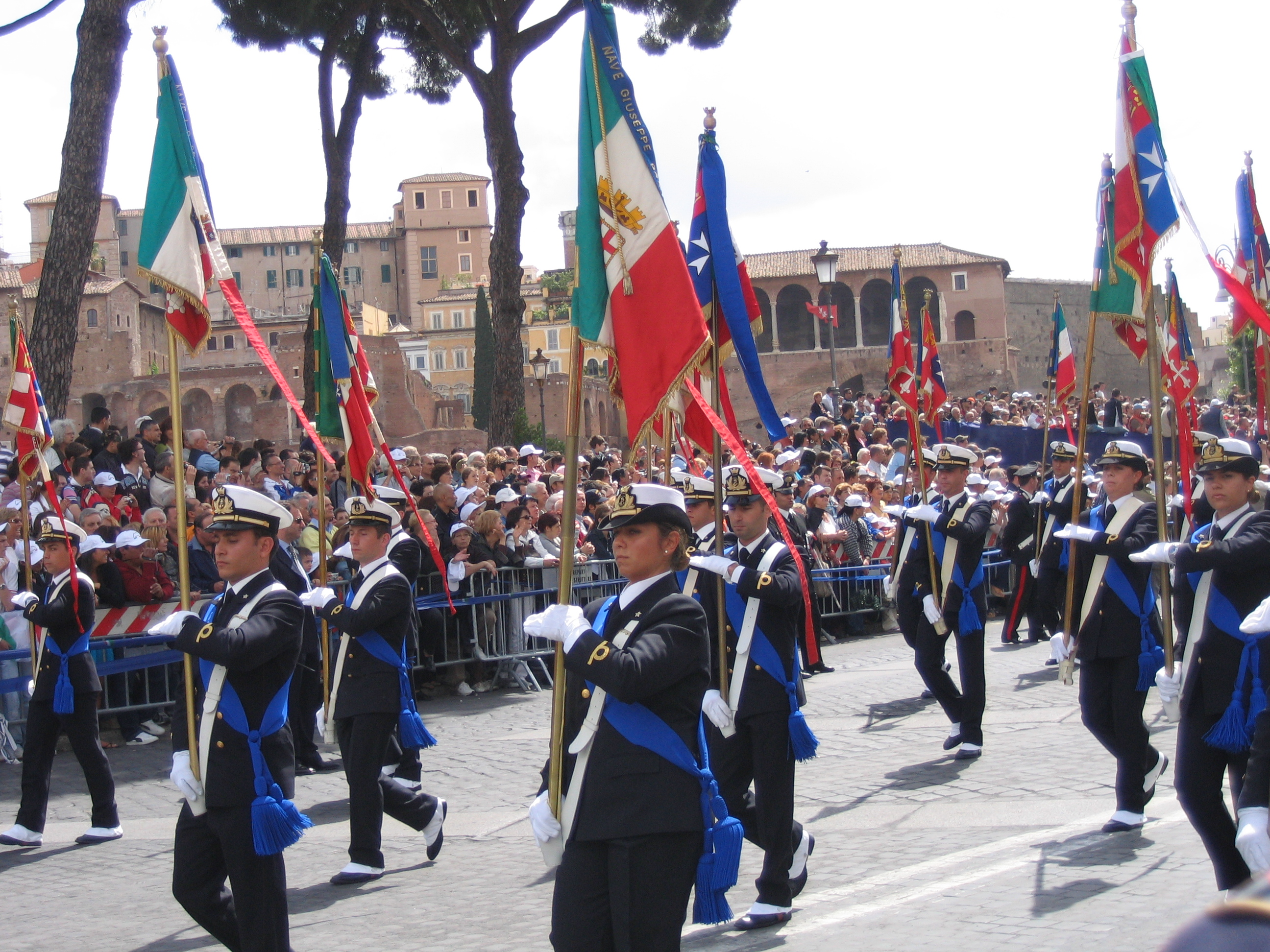
Ufficiali di Marina in sciarpa azzurra.
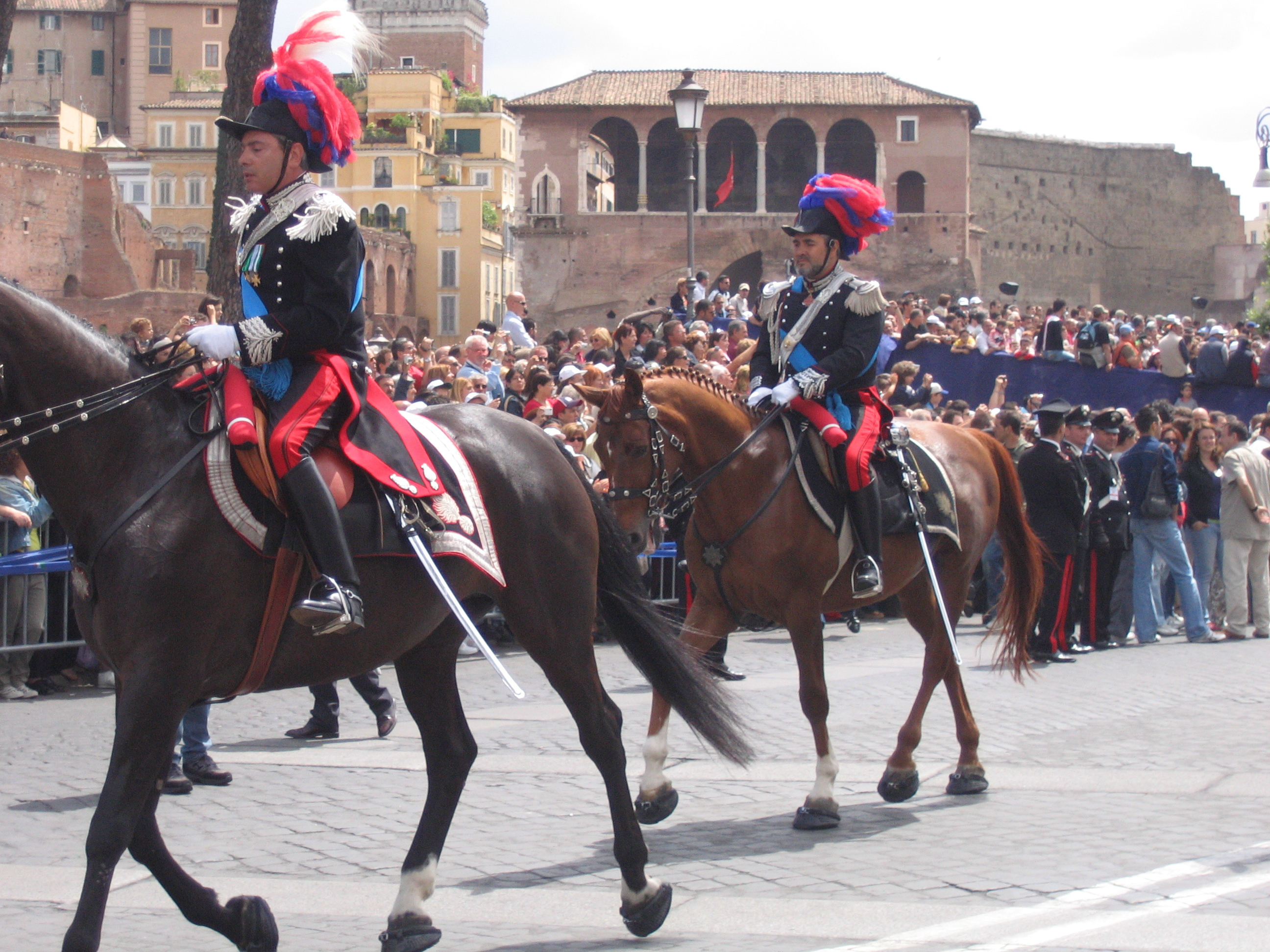
Carabinieri a cavallo con sciarpa azzurra.
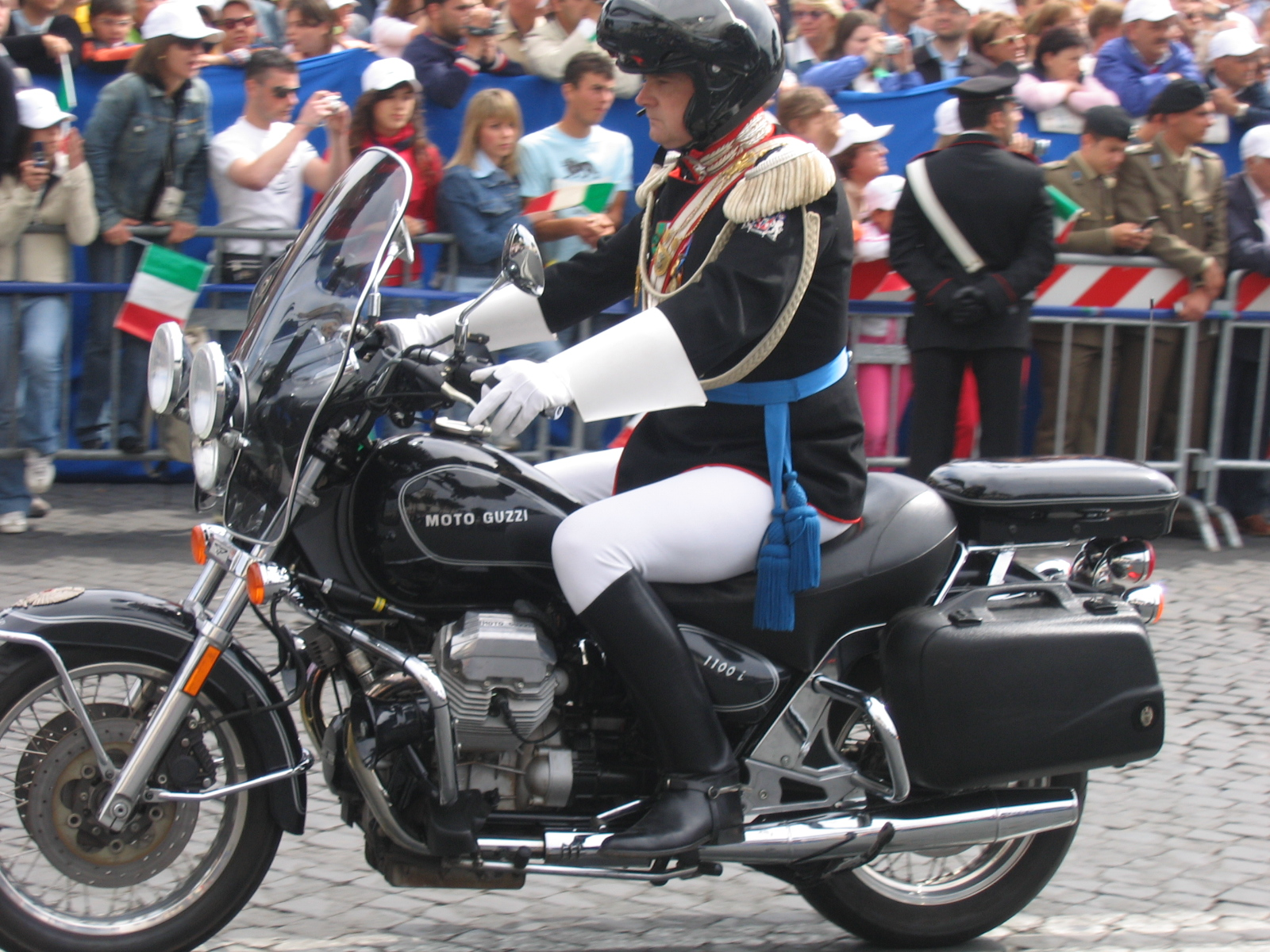
Ufficiale dei Corazzieri. Si vede chiaramente la sciarpa azzurra portata in vita.
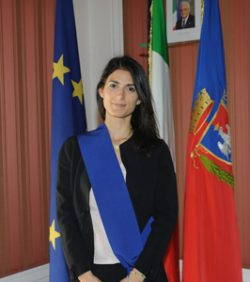
Fascia azzurra indossata dal sindaco metropolitano di Roma